# アンフォゲッタブル (メロン記念日の曲)
「アンフォゲッタブル」は当時ハロー!プロジェクトに属していたメロン記念日の15thシングル。2007年3月28日に発売された。

## 収録曲
作詞：海野真司,作曲・編曲：上野浩司
1. アンフォゲッタブル
2. サクラ色の約束
3. アンフォゲッタブル（Instrumental）